# Thüringer Farbentauben

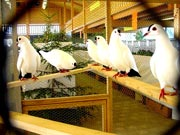
Thüringer Schnippen, schwarz

Die Gruppe der Thüringer Farbentauben, eine Untergruppe der Farbentauben, umfasst mehrere deutsche Haustaubenrassen, die vor allem in Thüringen heraus gezüchtet wurden. Sie werden im Gegensatz zu den Sächsischen Farbentauben überwiegend glattfüßig gezüchtet. Thüringer Farbentauben sind glattköpfig oder kappig und tragen häufiger eine Spitzkappe.

## Rassen
Folgende Rassen werden nach Schütte zu den Thüringer Farbentauben gezählt und wurden durch die Europäische Standard Kommission für Tauben (ESKT) des Europäischen Verbandes für Geflügel-, Tauben-, Vogel-, Kaninchen- und Caviazucht (EE) bestätigt:
1. Blaue Startaube, der blaue Farbenschlag der Startaube (D/0405)
2. Feldfarbentaube, glattfüßig (D/0406)
3. Thüringer Brüster (D/0461)
4. Thüringer Einfarbige (D/0450)
5. Thüringer Flügeltaube (D/0458), Thüringer Flügelschecken
6. Thüringer Goldkäfertaube (D/0451)
7. Thüringer Mäusertaube (D/0453)
8. Thüringer Mönchtaube (D/0462)
9. Thüringer Mondtaube (D/0463)
10. Thüringer Schildtaube (D/0459)
11. Thüringer Schnippe (D/0460)
12. Thüringer Schwalbe (D/0456)
13. Thüringer Storchtaube (D/0457)
14. Thüringer Weißkopf (D/0454)
15. Thüringer Weißlatz (D/0455)
16. Thüringer Weißschwanz (D/0452)

Verschwundene Thüringer Farbentauben sind
- die Kupfergrüne Mühlhausener Taube, deren schwarzes Gefieder einen starken Grünglanz aufwies. Sie stand den Gimpeltauben und den Thüringer Goldkäfertauben nahe.
- die Kupfergrüne Hirschbacher Taube, war schwarz mit starkem Grünglanz. Sie stammte aus Hirschbach bei Schleusingen und wurde 1978 ausgestellt.
- die Thüringer Schwingentaube,[1][2] in Gestalt und Zeichnung der Storchtaube mit farbigem Schwanz. Der Name der Schwingentaube wird auch auf die Storchtaube angewandt.

## Galerie

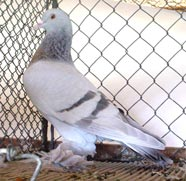
Thüringer Einfarbige, belatscht silberfarbig
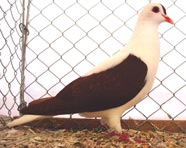
Thüringer Flügeltaube, rot
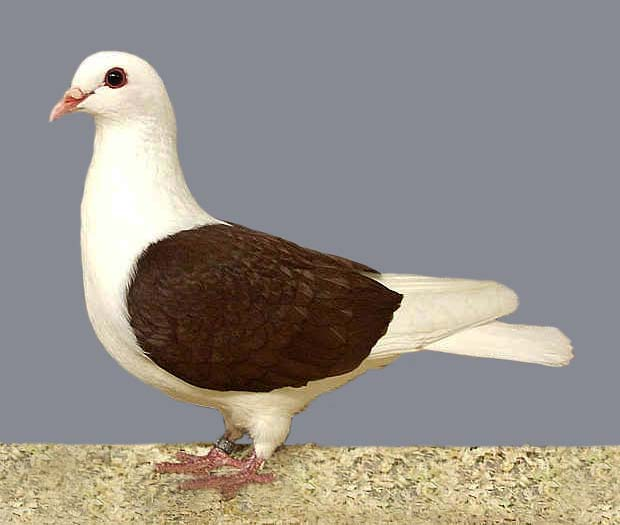
Thüringer Schildtaube, rot
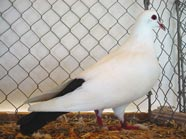
Thüringer Schnippe, schwarz
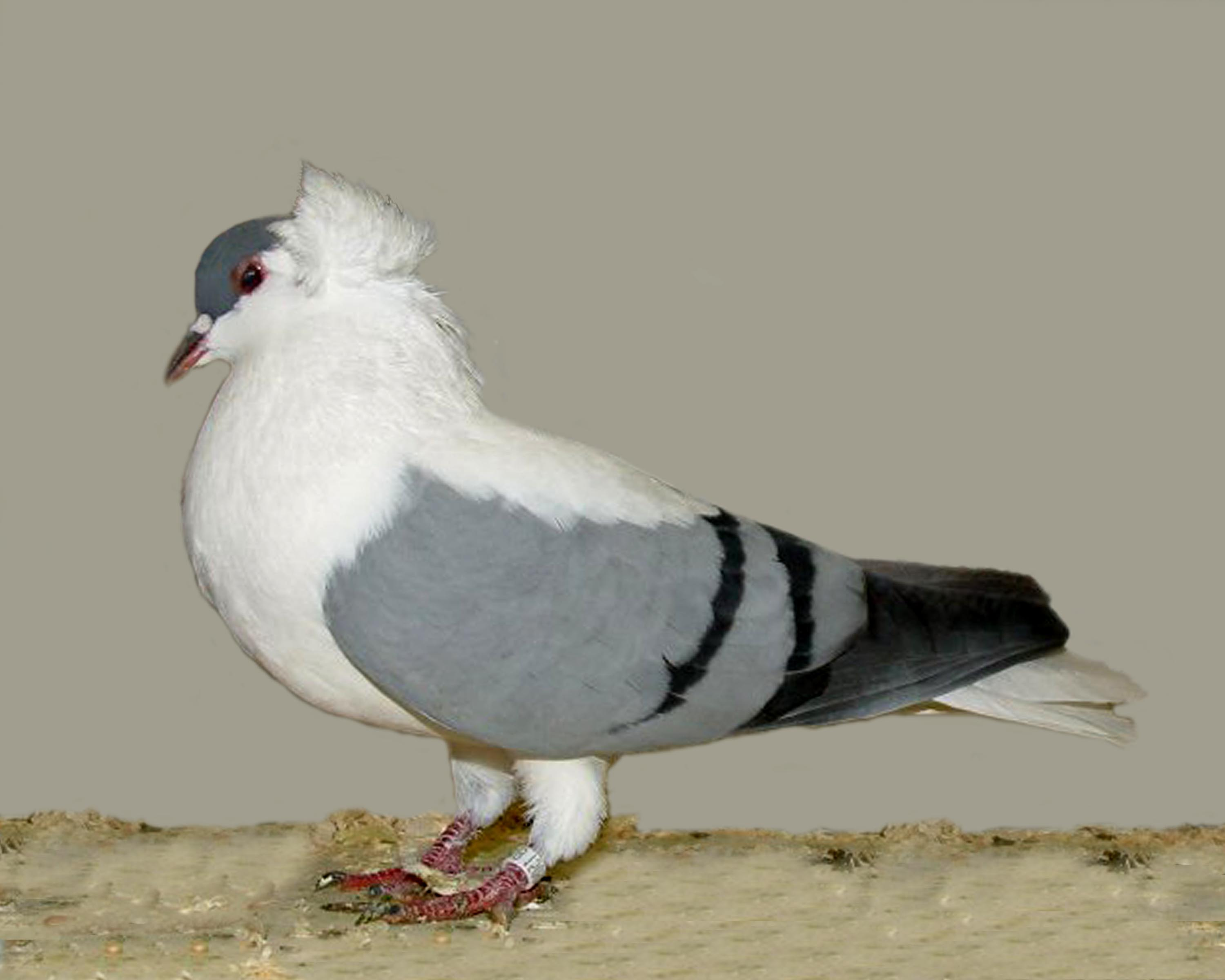
Thüringer Schwalbe, blau mit Binden
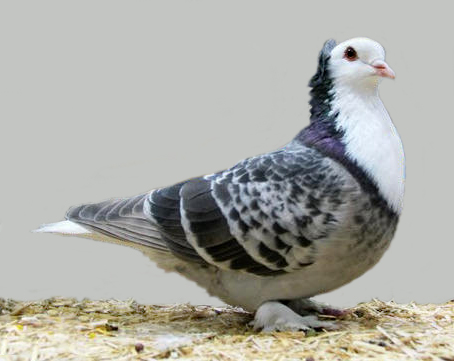
Thüringer Weißlatz, blau geschuppt